# Piani dei Resinelli
I Piani dei Resinelli o Piani Resinelli o Pian de' Resinelli (Piàn di Resnèi in dialetto lecchese, ossia "Altopiano della famiglia Resinelli", dal nome della famiglia che ne ebbe la proprietà), sono un altopiano delle Prealpi lombarde, in provincia di Lecco, compreso tra i 1200 ed i 1300 m s.l.m., all'interno del territorio dei comuni di Abbadia Lariana, Mandello del Lario, Ballabio e Lecco, alle pendici della Grignetta, divenendone punto di appoggio per le relative escursioni.

## Storia
Le prime notizie risalgono al XVII secolo quando veniva usata dalla famiglia Alippi come alpeggio. Nel 1830 la famiglia Resinelli vi costruì un roccolo di caccia, e dal 1930 questo divenne il nome della località. Sulla fine del XIX secolo si costruiscono i primi rifugi: nel 1899 quello della Società Escursionisti Milanesi, nel 1911 il rifugio Carlo Porta. Nel 1917 venne costruita la chiesetta progettata dall'architetto Paolo Mezzanotte dedicata al Sacro Cuore.
All'inizio del XX secolo con la diffusione dell'alpinismo e del turismo nasce l'esigenza di collegare attraverso una strada carrabile i Piani, allora raggiungibili con mulattiera, al fondovalle. Il primo progetto, realizzato dall'ingegnere Naco Guzzi, risale al 1915, ma l'inaugurazione della Strada Consortile Ballabio - Piani Resinelli arriva il 7 ottobre 1936. La strada che era di proprietà di un consorzio costituito dai quattro comuni di Ballabio, Abbadia Lariana, Mandello del Lario e Lecco, rimane a pedaggio sino al 1980.
Dopo la realizzazione della strada i Piani hanno avuto uno sviluppo turistico con la costruzione di rifugi, alberghi, case da vacanza e impianti sciistici. La pratica dello sci ai Resinelli ha origini molto antiche. Nel febbraio 1913 la SEL (Società Escursionisti Lecchesi) vi organizzò i primi campionati italiani e in seguito venne realizzato anche un trampolino per il salto con gli sci, successivamente smantellato.
Alla fine degli anni '50 sorsero i primi impianti di risalita; in pochi anni vennero aperti tre impianti: gli skilift Coltignone, Baby e la manovia Campo Scuola. La località poté contare su un'ottima frequentazione, in quanto adatta sia ai principianti che a sciatori più esperti, che potevano cimentarsi sulle piste servite dallo skilift Coltignone. Negli anni 80 il progressivo calo di presenze e la sempre minor quantità di neve portarono in difficoltà economica i gestori degli impianti sciistici, che vennero così abbandonati. Oggi rimangono solo i loro ruderi.

## Descrizione
Nasce qui il torrente Calolden.

### Le miniere
Il parco Minerario dei Piani Resinelli permette di visitare le miniere piombo-zincifere poste a 1300 m nella formazione detta "dolomia metallifera". Furono sfruttate dal XVI secolo fino alla seconda guerra mondiale.

### Il Parco avventura
Il parco avventura si trova sul sentiero che porta al parco valentino composto da 11 percorsi sugli alberi adatto a tutti dai 2 ai 99 anni. I percorsi consentono di camminare tra un albero e l'altro in tutta sicurezza muniti di imbragatura e moschettoni, percorrendo ponti tibetani, passerelle di tronchi e corde zip line.
Nel 2022 viene smantellato.

### Parco Valentino
Nel 1961 in seguito alla donazione fatta dalla famiglia lecchese Gerosa-Crotta al Touring Club Italiano di un'area di circa 185 ettari estesa a nord del monte Coltignone, ai Piani Resinelli è nato il Parco Valentino  al cui centro si trova il museo naturalistico delle Grigne.

### Ciclismo
Il Giro d'Italia è arrivato 2 volte ai Pian dei Resinelli:
| Edizione | Tappa | Percorso                           | km  | Vincitore di tappa | Maglia Rosa         |
| -------- | ----- | ---------------------------------- | --- | ------------------ | ------------------- |
| 2012     | 15ª   | Busto Arsizio > Pian dei Resinelli | 169 | Matteo Rabottini   | Joaquim Rodríguez   |
| 1962     | 16ª   | Aprica > Pian dei Resinelli        | 123 | Angelino Soler     | Graziano Battistini |

### Alpinismo
Qui hanno mosso i primi passi numerosi alpinisti di fama mondiale tra cui Walter Bonatti, Riccardo Cassin, Annibale Zucchi, Mario Dell'Oro, Carlo Mauri, Casimiro Ferrari.